# Xã Leslie, Michigan
Xã Leslie (tiếng Anh: Leslie Township) là một xã thuộc quận Ingham, tiểu bang Michigan, Hoa Kỳ. Năm 2010, dân số của xã này là 2.389 người.